# Хельмштедт
Хельмштедт (Гельмштедт, нем. Helmstedt, н.-нем. Helmstidde) — город в Германии, районный центр, расположен в земле Нижняя Саксония.
Входит в состав района Хельмштедт. Население составляет 23 937 человек (на 31 декабря 2010 года). Занимает площадь 46,97 км². Официальный код — 03 1 54 010.
Город подразделяется на 4 городских района.

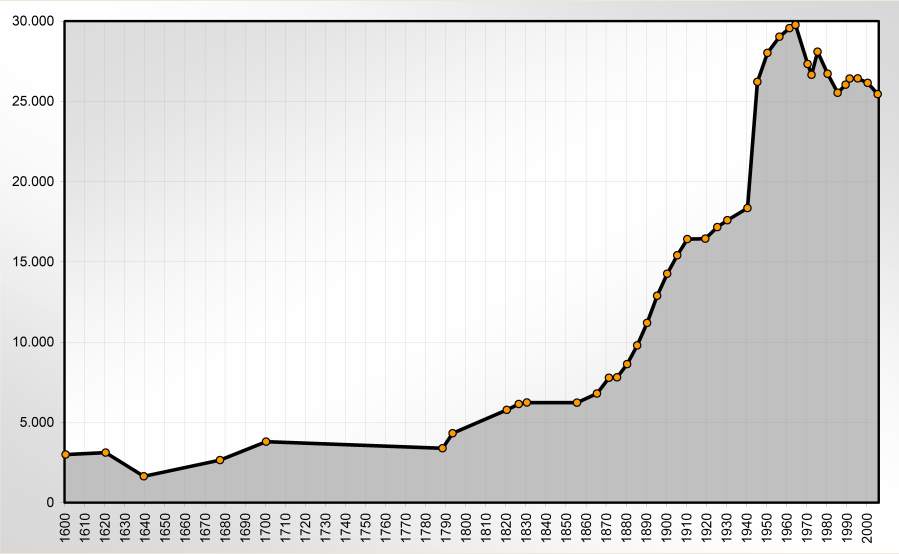

| Год  | Население |
| ---- | --------- |
| 1990 | 26 675    |
| 1995 | 26 811    |
| 2000 | 26 305    |
| 2005 | 25 586    |
| 2010 | 24 108    |

## История
История города начинается с 800 года, когда здесь святым Людгером был основан монастырь. Это событие нашло отражение в гербе современного города. Впоследствии настоятелями монастыря назначались другие епископы, в том числе и святой Альтфрид Мюнстерский, племянник святого Людгера.
С 1576 по 1810 год в городе существовал университет (лат. Alma Julia), основанный герцогом Юлием Брауншвейг-Вольфенбюттельским и быстро расцветший благодаря вниманию и щедрости герцога. Одним из выпускников университета был Джордано Бруно.

## Фотографии

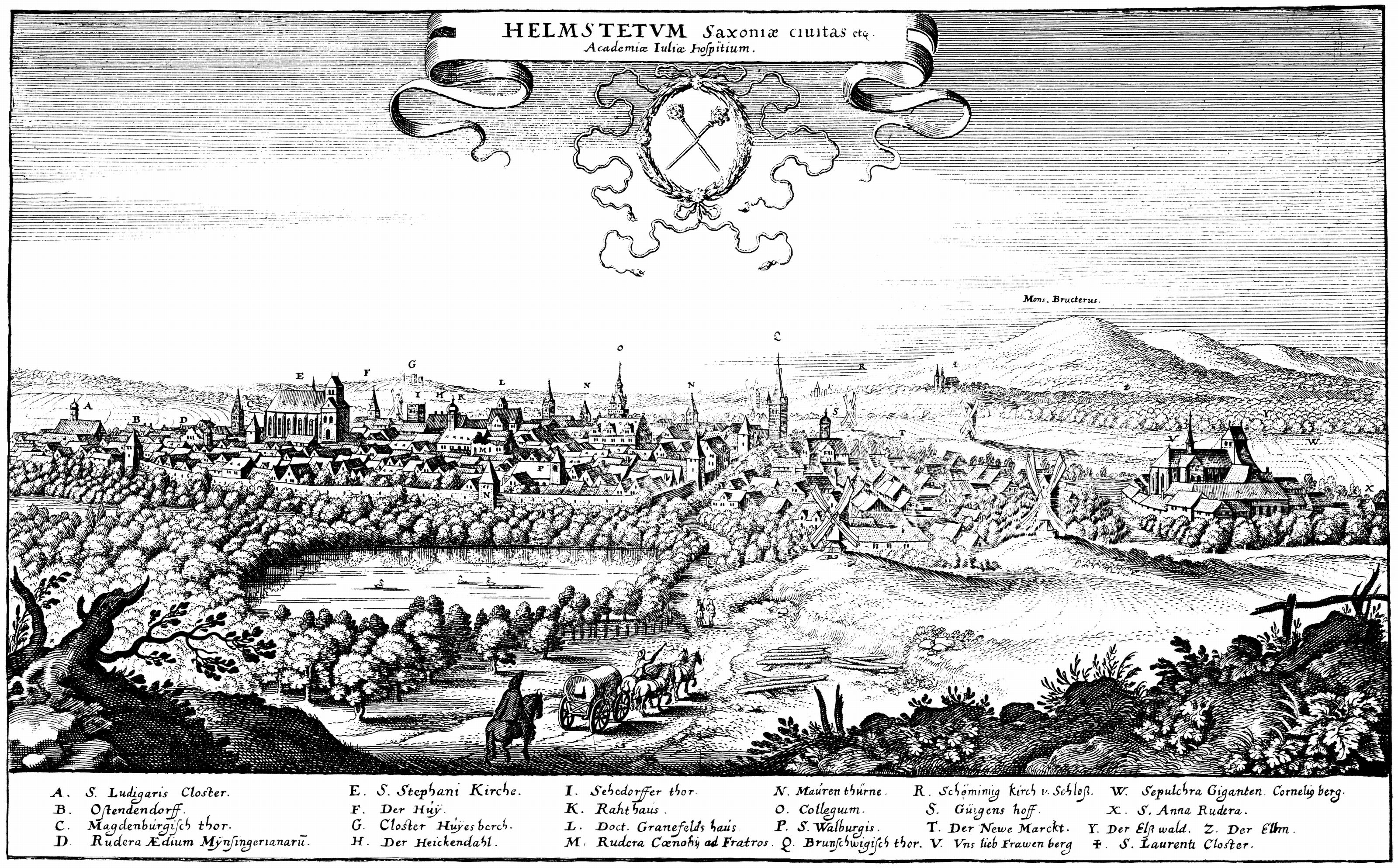
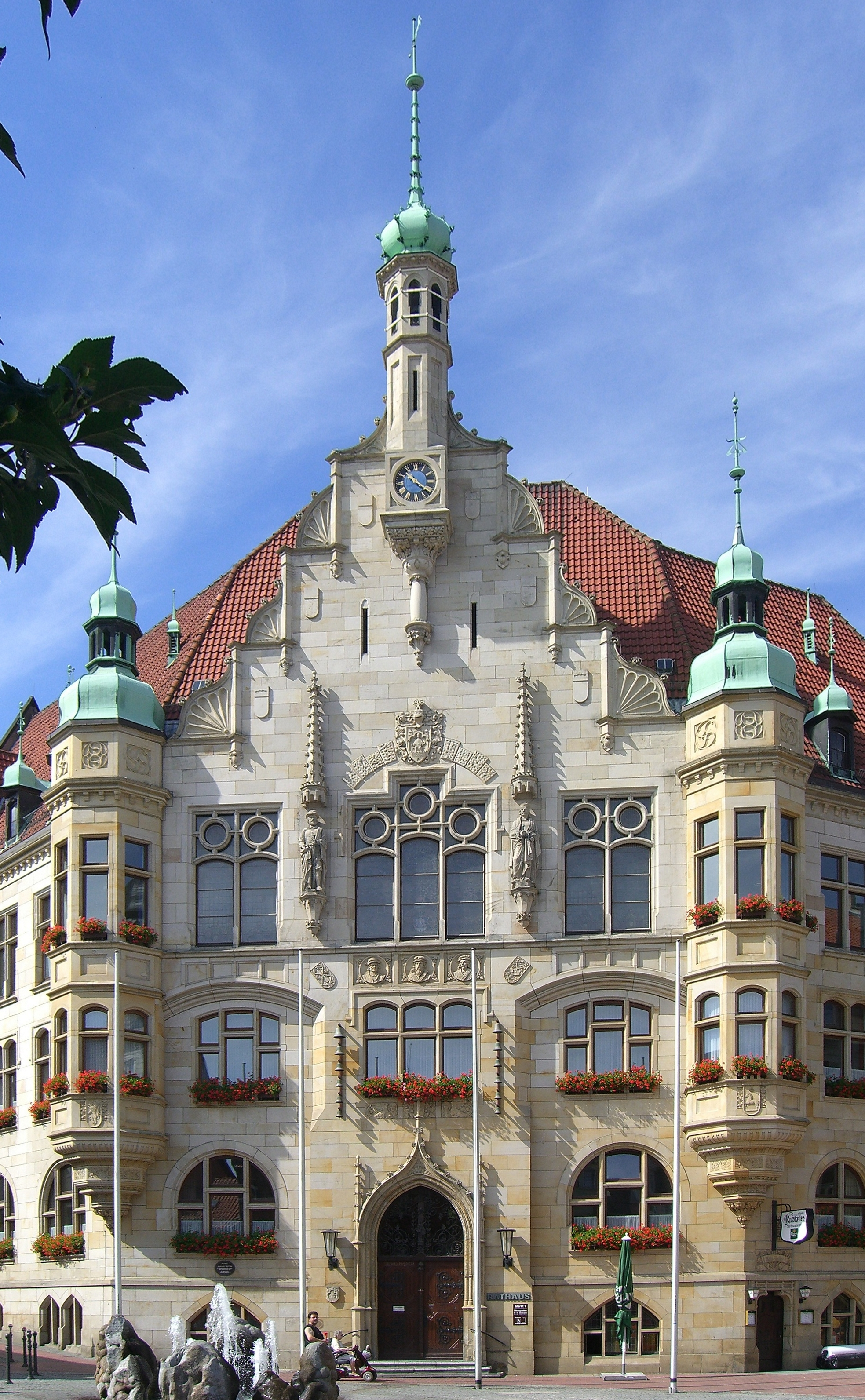
Ратуша
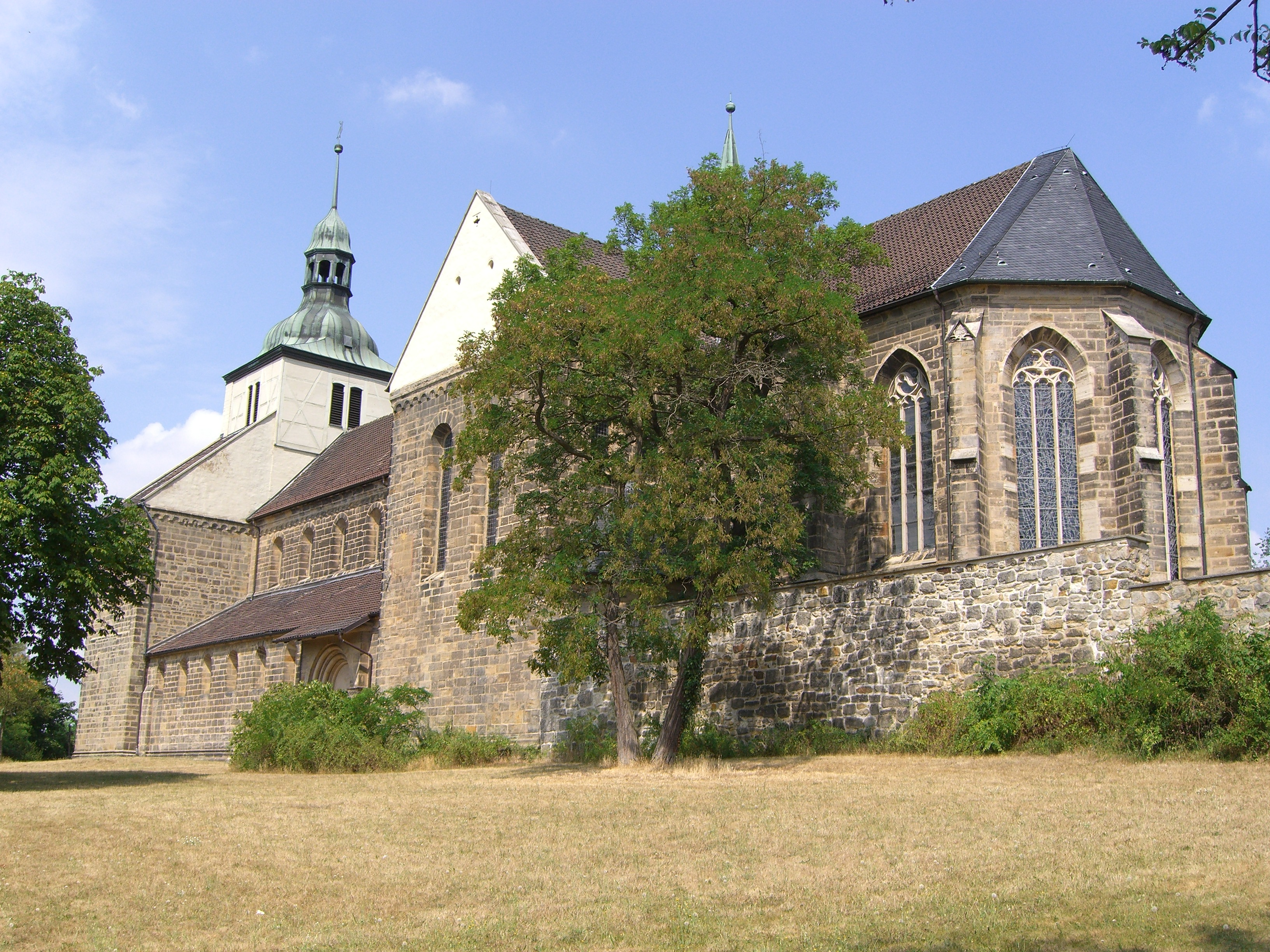
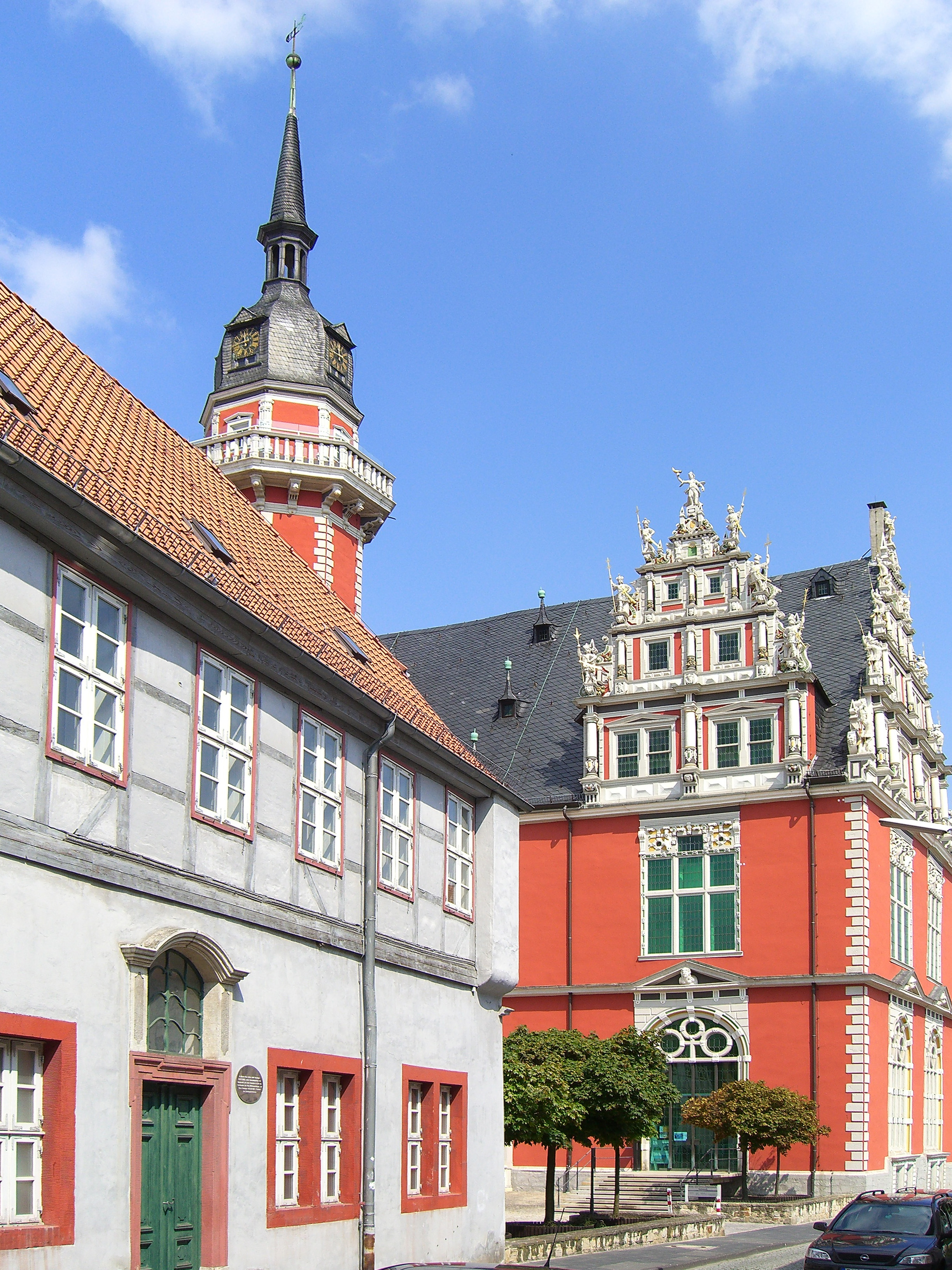
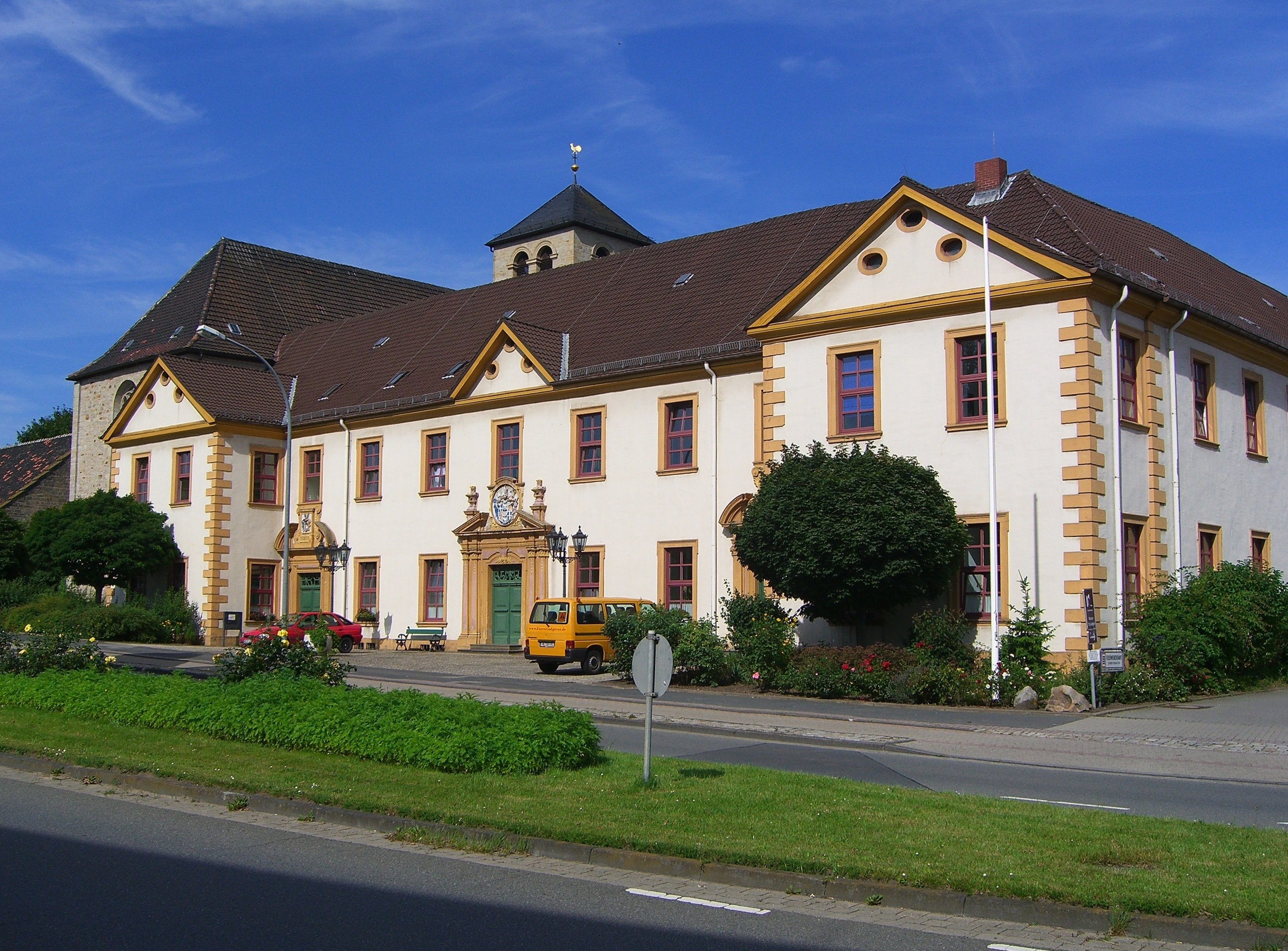
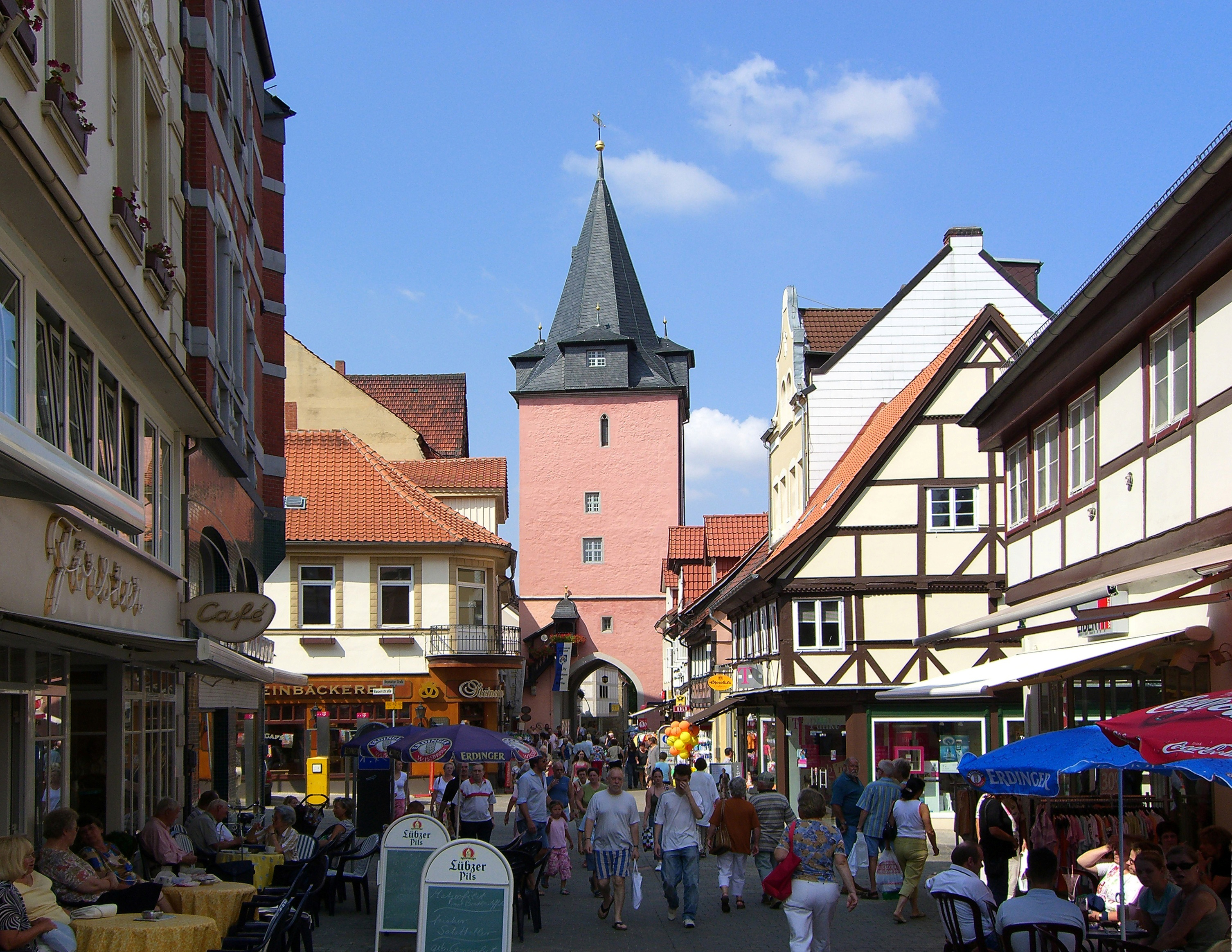